# Samsung Electronics

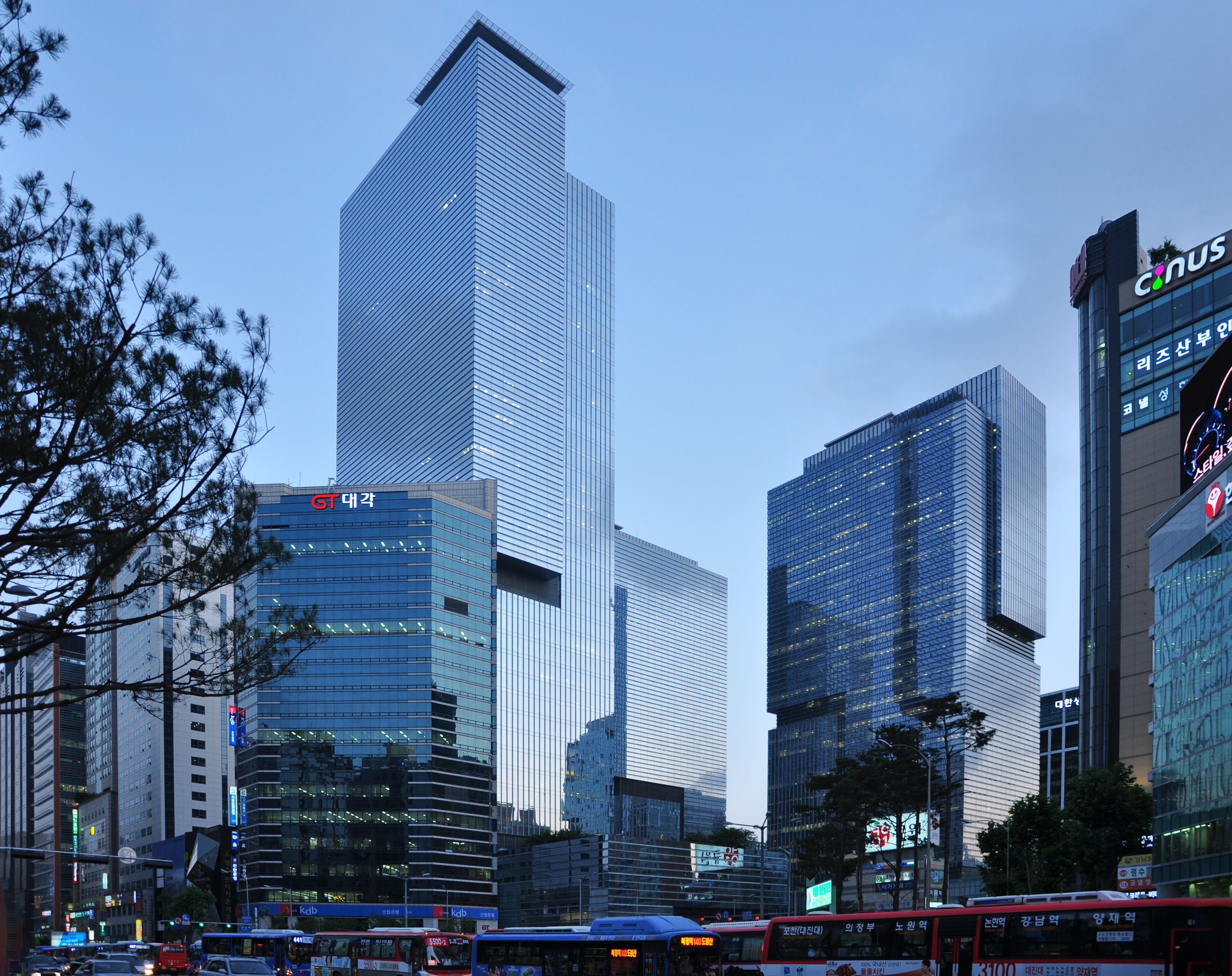
Штаб-квартира у Сеулі

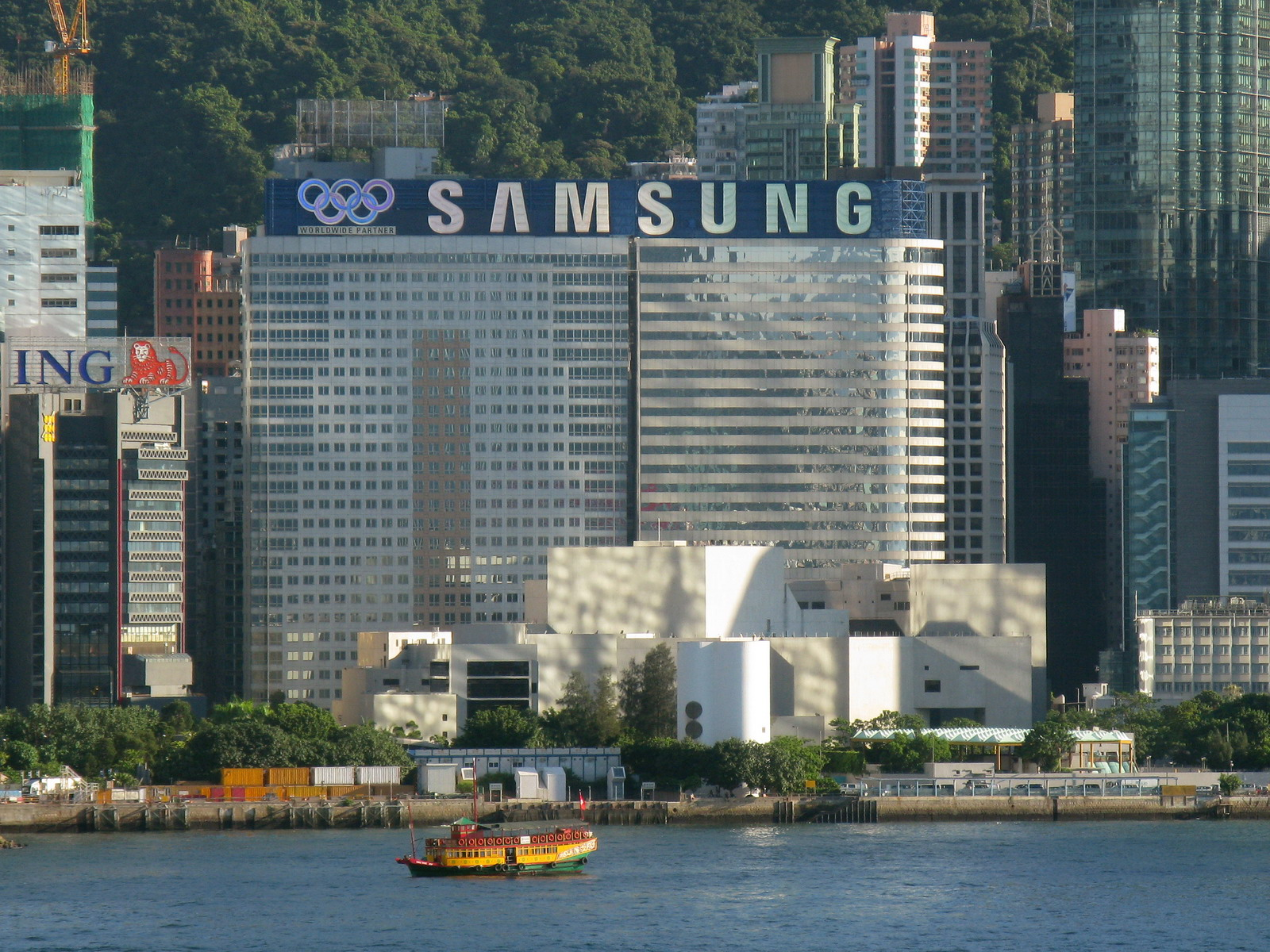
Реклама компанії в Сянгані

Самсунґ Електронікс (англ. Samsung Electronics, кор. 삼성전자, 三星電子, Самсон чонджа; від кор. 삼성, досл. «три зірки») — південнокорейська корпорація, компанія-виробник електроніки зі штаб-квартирою в Сеулі.
Samsung Electronics Co., Ltd. — світовий лідер у сфері виробництва напівпровідників, телекомунікаційного та цифрового медіаобладнання, а також у сфері технологій цифрової конвергенції. Консолідовані продажі компанії у 2010 році становили 135,8 млрд доларів США. Штат Samsung Electronics нараховує близько 190,5 тис. співробітників, які працюють у 206 офісах у 68 країнах світу. Бувши одним із найшвидкоростучих світових брендів, Samsung Electronics лідирує на ринках цифрових телевізорів, мікросхем пам'яті, мобільних телефонів та LCD-дисплеїв. Транскрипція — Самсунґ, або Самсон (삼성, 三星, Samseong, «три зірки» із сузір'я Скорпіона; боги щастя, кар'єри і довголіття). Дохід Samsung у 2019 році склав 305 мільярдів доларів, у 2020 році — понад 107 мільярдів доларів, а у 2021 році — 236 мільярдів доларів.

## Історія компанії

### Спільне корейсько-японське підприємство
Історія Samsung Electronics починається з компанії Samsung Electric Industries, що була створена як промислове відгалуження компанії Samsung Group 19 січня 1969 року в Сувоні. На той час Samsung Group була відома південнокорейській громадськості як торгова компанія, що спеціалізується на добривах та підсолоджувачах. Попри брак технологій та ресурсів, Samsung Group покращила свої позиції у галузі електроніки, розпочавши співпрацю з японськими компаніями. Проте таке рішення спричинило значні протести серед населення та вітчизняних конкурентів, які були налаштовані проти Японії та побоювалися, що японці підпорядкують південнокорейську галузь електроніки собі. Проте, Samsung Electric врегулювала ці проблеми, пообіцявши фокусуватись лише на експорті продукції. Тошио Юе, засновник Sanyo, став радником Лі Бьон Чхоля, засновника Samsung, який був початківцем в електронній галузі. У грудні того ж року компанія Samsung Electric заснувала спільне підприємство під назвою Samsung-Sanyo Electric із Sanyo та Sumitomo Corporation. Це був прямий попередник сьогоднішньої Samsung Electronics.
Ранніми продуктами спільного підприємства були електронні та електричні прилади, включаючи телевізори, калькулятори, холодильники, кондиціонери та пральні машини. 1970 року Samsung створила спільне підприємство Samsung-NEC з японською корпорацією NEC та корпорацією Sumitomo для виробництва побутової техніки та аудіовізуальних пристроїв. Пізніше Samsung-NEC став Samsung SDI, бізнес-підрозділом групи з виробництва дисплеїв та акумуляторів. 1973 року Samsung та Sanyo створили Samsung-Sanyo Parts, попередника Samsung Electro-Mechanics. До 1981 року компанія Samsung Electric виготовила понад 10 мільйонів чорно-білих телевізорів.

### Виробництво напівпровідників
У 1974 році почала виробляти напівпровідники, придбавши компанію Korea Semiconductor, яка опинилася на межі банкрутства. Незабаром, Korea Telecommunications, виробник електронних комутаційних систем і Samsung Group, об'єдналися в одну велику компанію з виробництва напівпровідників, що отримала назву Samsung Semiconductor&Communications.

### Вихід у сегмент споживчої електроніки
У 1988 випустила на ринок Південної Кореї свій перший мобільний телефон. Проте продажі були слабкими, і на початку 1990-х Motorola займала на ринку мобільних телефонів країни частку понад 60 %, порівняно з лише 10 % у Samsung. Протягом 1990-х років підрозділ мобільних телефонів Samsung намагався покращити якість своєї продукції. Досить часто у компанії піднімалася ідея щодо закриття напрямку виробництва мобільних телефонів.

### Віхи розвитку компанії
- 1938 — Заснування компанії Samsung (серпень)
- 1969 — Злиття із Sanyo Electric і створення Samsung Electronics
- 1972 — Початок виробництва чорно-білих телевізорів
- 1974 — Початок виробництва напівпровідникових пластин
- 1978 — Відкриття першого представництва Samsung Electronics у США
- 1978 — Початок масового виробництва пральних машин і холодильників
- 1980 — Створення компанії Samsung Semiconductor & Telecommunications Co.
- 1988 — Злиття Samsung Electronics із Samsung Semiconductor & Telecommunications
- 1992 — Компанія посіла перше місце у світі з виробництва мікросхем DRAM
- 1995 — Початок масового виробництва TFT-панелей
- 1997 — Компанія стала Всесвітнім партнером Олімпійських ігор
- 1999 — Forbes Global назвав Samsung Electronics «Найкращою компанією з виробництва побутової техніки»
- 2003 — Компанія стає світовим лідером з виробництва флеш-пам'яті та виходить на третє місце у світі з виробництва мобільних телефонів
- 2003 — 67-ме місце в рейтингу FT Global 500 за даними міжнародного видання Financial Times
- 2006 — 35-те місце в рейтингу FT Global 500 за даними Financial Times
- 2007 — Samsung Electronics виходить на друге місце у світі з постачання мобільних телефонів (за підсумками II кварталу 2007 року)

У 2010 році в щорічному рейтингу сотні найдорожчих брендів світу, складеному дослідницькою компанією Interbrand спільно з журналом BusinessWeek і опублікованому 15 вересня, Samsung Electronics другий рік поспіль посів 19-те місце. Вартість бренду Samsung оцінена в $19,5 млрд, що на 11,3 % більше, ніж у 2009 році.
У «Рейтингу найшанованіших компаній світу» 2010 року, опублікованому дослідницькою компанією Reputation Institute, компанія Samsung Electronics посіла дев'яте місце. Samsung Electronics став єдиною у світі компанією зі сфери інформаційно-комунікаційних технологій, які увійшли до першої десятки. Рейтинг іміджу проводився Reputation Institute серед 600 найбільших компаній у світі. В ході дослідження було опитано більше 30 тис. споживачів з 25 країн.
Samsung також посів 11-те місце в рейтингу «50 найбільш інноваційних компаній 2010», складеному журналом Business Week спільно з Boston Consulting Group.
17 лютого 2017 року віце-президента Samsung Electronics Лі Чже Йона заарештували через корупційний скандал.

## Структура і штат компанії

### Штат компанії
На кінець 2023 року штат компанії становив 267 800 осіб, з яких понад 147 000 працювали за кордоном.
На початку вересня 2024 року компанія Samsung Electronics анонсувала звільнення великої кількості своїх працівників, а саме: техногігант доручив своїм міжнародним дочірнім структурам зменшити до кінця поточного року штат співробітників у відділах продажу та маркетингу приблизно на 15 %, а адміністративний персонал — до 30 %.

### Бізнес-підрозділи компанії
До складу Samsung Electronics входять вісім незалежно керованих бізнес-підрозділів:

#### Visual Display
- телевізори (LED, LCD, плазмові)[19].
- монітори[20].
- цифрові інформаційні дисплеї[21].

#### Mobile Communications
- мобільні телефони[22].

Станом на початок 2023 року, найбільший завод Samsung з виробництва смартфонів знаходиться у В'єтнамі, звідки пристрої відправляють по всьому світі. Samsung також оголосив про свої плани побудувати завод з виробництва смартфонів у Єгипті. Цей крок входить у стратегію Samsung щодо розширення виробничих можливостей та задоволення зростаючого попиту на його пристрої в єгипетському ринку. Міністерство зв'язку та інформаційних технологій Єгипту підтвердило створення нового заводу, який буде розташований у Бені-Суейфі і охоплюватиме площу у 6000 м². Ця співпраця має на меті створення приблизно 1400 робочих місць, що сприятиме розвитку місцевої економіки.

#### Telecommunication Systems
- Телекомунікаційне обладнання[24].

#### Digital Appliances
- холодильники[25]
- мікрохвильові печі[26].
- пральні машини[27]
- кондиціонери[28].
- пилососи[29].
- вбудована техніка[30].

#### IT Solutions
- ноутбуки[31].
- принтери та БФП[32].
- тонкі клієнти[33].
- проєктори[34].

#### Digital Imaging
- фотокамери[35].
- відеокамери[36].
- цифрові фоторамки[37].

#### Semiconductor
- мікросхеми пам'яті (DRAM, SRAM, флеш-пам'ять, Low Latency Wide I/O (LLW) DRAM та ін.)[38][39][40]
- SSD-накопичувачі
- процесори програм
- смарт-карти
- System-in-Package (SiP)
- 4Chip Multi Chip Package (MCP)

#### LCD
- рідкокристалічні панелі
- OLED-дисплеї[41]

## Вище керівництво компанії
- Головний виконавчий директор (СЕО), віце-голова правління: Чой Джи-Санг (Choi Gee-Sung)[42]
- Головний фінансовий директор, президент: Юн Джу-Ва (Yoon Ju-hwa)[42]
- Головний операційний директор, президент: Лі Дже-Йон (Lee Jae-Yon)[42]

## Наукові дослідження й розробки

### Науково-дослідні центри Samsung Electronics
Значний портфель інноваційних продуктів компанії — це наслідок постійних масштабних інвестицій в науково-дослідні розробки. По всьому світу постійно працюють 19 дослідницьких центрів Samsung, у тому числі:
- Сувон (3 центри) і Кихін (3 центри) — Південна Корея;
- Пекін, Нанкін, Сучжоу — Китай;
- Даллас і Сан-Хосе — США;
- Бенгалуру і Нойда — Індія;
- Ізраїль (2 центри);
- Лондон — Велика Британія;
- Йокогама — Японія;
- Варшава — Польща;
- Москва — Росія;
- Київ — Україна.

### Samsung Electronics і патенти
У США компанія Samsung Electronics зареєструвала понад 20 тис. патентів. Тільки протягом 2023 року, за інформацією IFI Claims, компанія Samsung Electronics зареєструвала у США понад 6100 патентів. Такий результат дозволив компанії стати лідером та зайняти в рейтингу 50 найбільших патентовласників США перше місце.

## Турбота про екологію
Samsung встановлює власний стандарт Eco Mark. Цей стандарт гарантує, що компанія використовує у своїй продукції енергоощадні технології, екологічно безпечні компоненти та матеріали пакування. Більш того, Samsung знижує вміст або повністю відмовляється від тих шкідливих речовин, які не регламентуються міжнародними нормами. Компанія розвиває діяльність із переробки електронних продуктів екологічно безпечними способами.
2018 року компанія оголосила про плани щодо повного переходу на відновлювані джерела енергії до 2020 року. Це стосуватиметься офісів, заводів і всіх виробничих потужностей у США, Китаї та Європі, зокрема встановлення в штаб-квартирі 42 000 м² сонячних панелей та кількох геотермальних електростанцій.
У 2022 році Samsung повідомили про заплановане використання пластику з перероблених рибальських сіток під час вироблення смартфонів. Серія Galaxy S22 стане першою, яка міститиме цей матеріал. Рішення є частиною програми Galaxy for the Planet. Її мета — зведення до мінімуму нашого впливу на навколишнє середовище та сприяння стійкішому способу життя.

## Підтримка спорту та Олімпійського руху
Samsung Electronics надає підтримку багатьом міжнародним спортивним змаганням, головними з яких є Олімпійські ігри. Починаючи із зимової Олімпіади 1998 року в Наґано й до сьогодні Samsung виступає в ролі Всесвітнього Олімпійського партнера в області телекомунікаційного обладнання для бездротового зв'язку. Партнерство між Samsung і Олімпійським рухом підкреслює прагнення компанії до розвитку здорового та гармонійного суспільства, відображаючи її філософію, що відповідає принципам олімпізму. Крім Олімпійських ігор, Samsung спонсорує безліч спортивних заходів і команд з усього світу. Зокрема, можна виділити спонсорство футбольного клубу «Челсі» (Лондон) і партнерство з Міжнародною асоціацією легкоатлетичних федерацій (МАЛФ).

## Samsung Electronics в Україні
Представництво Samsung Electronics в Україні було відкрито у 1996 році. Після російського вторгнення на українську територію Samsung зупинила постачання до РФ смартфонів, чипів та побутової техніки. Також у соцмережах компанія змінила фото на український прапор і прибрала з назв смартфонів моделі Galaxy Z Fold3 літеру «Z» для ринку Естонії, Латвії та Литви.
При цьому, компанія продовжила працювати в Росії. У травні 2024 року британський король Чарльз III позбавив Samsung почесних орденів через продовження роботи з РФ по «сірим схемам».

## Застосунки Samsung
- S Voice
- Samsung Health
- S Calendar
- Story Album
- Samsung Gear[en]
- Samsung Link
- Samsung Kick
- Samsung Level
- Samsung Smart Home
- Samsung Gear Fit Manager
- Smart Switch[en]
- Modes Photo
- Samsung Knox
- Galaxy View Remote
- Samsung Tectiles
- Chef Collection
- Galaxy S5 Experience
- Galaxy Note Experience
- Galaxy S6 | S6 edge Experience
- Galaxy S6 edge+ Experience
- Galaxy Note 5 Experience
- Gear S2 Experience
- S Translator
- Video Editor
- Nombreux filtres
- SideSync
- Game Tuner
- Optical Reader
- Samsung ChatON
- Charm by Samsung
- Samsung Power Sleep
- Samsung Internet
- Family Square
- iWork Converter
- Organize+
- Bixby

## Збої
Наприкінці липня 2023 року смартфони різних виробників почали «заражатися» зеленими лініями. Лінії з’являються на екранах мобільних пристроїв після встановлення останніх апдейтів. Першими з проблемою зіткнулися власники смартфонів OnePlus. Трохи пізніше зелені лінії почали з’являтися на екранах китайських апаратів IQOO і Realme. Власником цих брендів є корпорація BBK. У зв’язку з цим виникло припущення про те, що проблема стосується тільки вироблених нею пристроїв. Тим часом «зараження» зазнали й смартфони Samsung. З опублікованих користувачами скарг випливає, що лінії можуть мати рожевий колір. Іноді на екрані одночасно відображається декілька ліній, при цьому вони завжди вертикальні. Виробники смартфонів «пандемію», що почалася, ніяк не прокоментували. Показово, що «зараженню» піддаються пристрої виробників, які ніяк не пов’язані один з одним.